# Filip Rada
Filip Rada (* 5. září 1984 Praha) je český profesionální fotbalový brankář, který chytá za český klub FK Dukla Praha.
Jeho otcem je bývalý český reprezentační trenér Petr Rada.

## Klubová kariéra
Svoji fotbalovou kariéru začal v akademii klubu SK Aritma Praha odkud se v roce 2001 přesunul do pražské Sparty. V týmu hrál za rezervu.
Po hostování v Xaverově, kde taktéž působil v B-týmu, se vydal v roce 2005 hostovat do Bohemians Praha 1905. Následně působil formou hostování v letech 2005–2006 v Dragounu Břevnov a v následujícím ročníku v Chmelu Blšany. V létě 2007 Spartu definitivně opustil a stal se hráčem Dukly Praha.
V klubu se stal dlouhodobou brankářskou jedničkou a klubovou legendou. V sezoně 2010/11 pomohl týmu k postupu do nejvyšší soutěže. S Duklou sestoupil do Fortuna:Národní ligy po sezóně 2018/19. V první lize odehrál 216 zápasů, ve kterých udržel dohromady 59 čistých kont.